# Björn Wirdheim

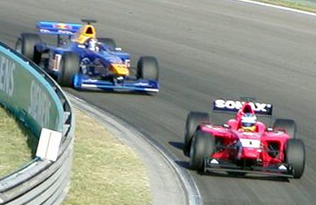
Björn Wirdheim (delante) en Fórmula 3000 Internacional 2003.

Björn Karl Michael Wirdheim (Växjö, Suecia, 4 de abril de 1980) es un piloto de automovilismo sueco semirretirado.
En el inicio de su carrera automovilística, Wirdheim obtuvo dos campeonatos de Fórmula Ford. En 2002 debutó en Fórmula 3000 Internacional, categoría donde se coronó al año siguiente con 9 podios en 10 carreras.
Luego de esto, tuvo relación con los equipos BAR, Jordan y Jaguar de Fórmula 1. Para este último, participó en los entrenamientos libres de todos los Grandes Premios de la temporada 2004.
Entre 2005 y 2007 corrió en Champ Car y Fórmula Nippon. En 2006 debutó en Super GT Japonés y compitió sin interrupciones hasta 2017, logrando dos subcampeonatos de GT300 en 2013 y 2014 con Mercedes. Además, ganó el campeonato de LMP2 de European Le Mans Series 2015, con dos victorias.
En 2018 fue piloto invitado en Porsche Carrera Cup Escandinavia, y triunfó en el Gran Premio Histórico de Mónaco Serie E, con un March 711.

## Resultados

### Fórmula 3000 Internacional
(Clave) (negrita indica pole position) (cursiva indica vuelta rápida)

| Año      | Equipo              | 1     | 2     | 3     | 4     | 5       | 6     | 7     | 8       | 9     | 10    | 11      | 12    | Pos. | Puntos |
| -------- | ------------------- | ----- | ----- | ----- | ----- | ------- | ----- | ----- | ------- | ----- | ----- | ------- | ----- | ---- | ------ |
| 2002     | Arden Team Russia   | INT 5 | IMO 7 | CAT 8 | A1R 2 | MON Ret | NÜR 6 | SIL 6 | MAG Ret | HOC 2 | HUN 4 | SPA Ret | MNZ 1 | 4.º  | 29     |
| 2003     | Arden International | IMO 1 | CAT 2 | A1R 2 | MON 2 | NÜR 13  | MAG 2 | SIL 1 | HOC 2   | HUN 2 | MNZ 1 |         |       | 1.º  | 78     |
| Fuentes: |                     |       |       |       |       |         |       |       |         |       |       |         |       |      |        |

### Fórmula 1
(Clave) (negrita indica pole position) (cursiva indica vuelta rápida)

| Año     | Escudería     | 1      | 2      | 3      | 4      | 5      | 6      | 7      | 8      | 9      | 10     | 11     | 12     | 13     | 14     | 15     | 16     | 17      | 18     | Pos. | Puntos |
| ------- | ------------- | ------ | ------ | ------ | ------ | ------ | ------ | ------ | ------ | ------ | ------ | ------ | ------ | ------ | ------ | ------ | ------ | ------- | ------ | ---- | ------ |
| 2003    | Jaguar Racing | AUS    | MYS    | BRA    | SMR    | ESP    | AUT    | MON    | CAN    | EUR    | FRA    | GBR    | GER    | HUN    | ITA    | USA TD | JPN    |         |        |      |        |
| 2004    | Jaguar Racing | AUS TD | MYS TD | BHR TD | SMR TD | ESP TD | MON TD | EUR TD | CAN TD | USA TD | FRA TD | GBR TD | GER TD | HUN TD | BEL TD | ITA TD | CHN TD | JPN TD* | BRA TD |      |        |
| Fuente: |               |        |        |        |        |        |        |        |        |        |        |        |        |        |        |        |        |         |        |      |        |

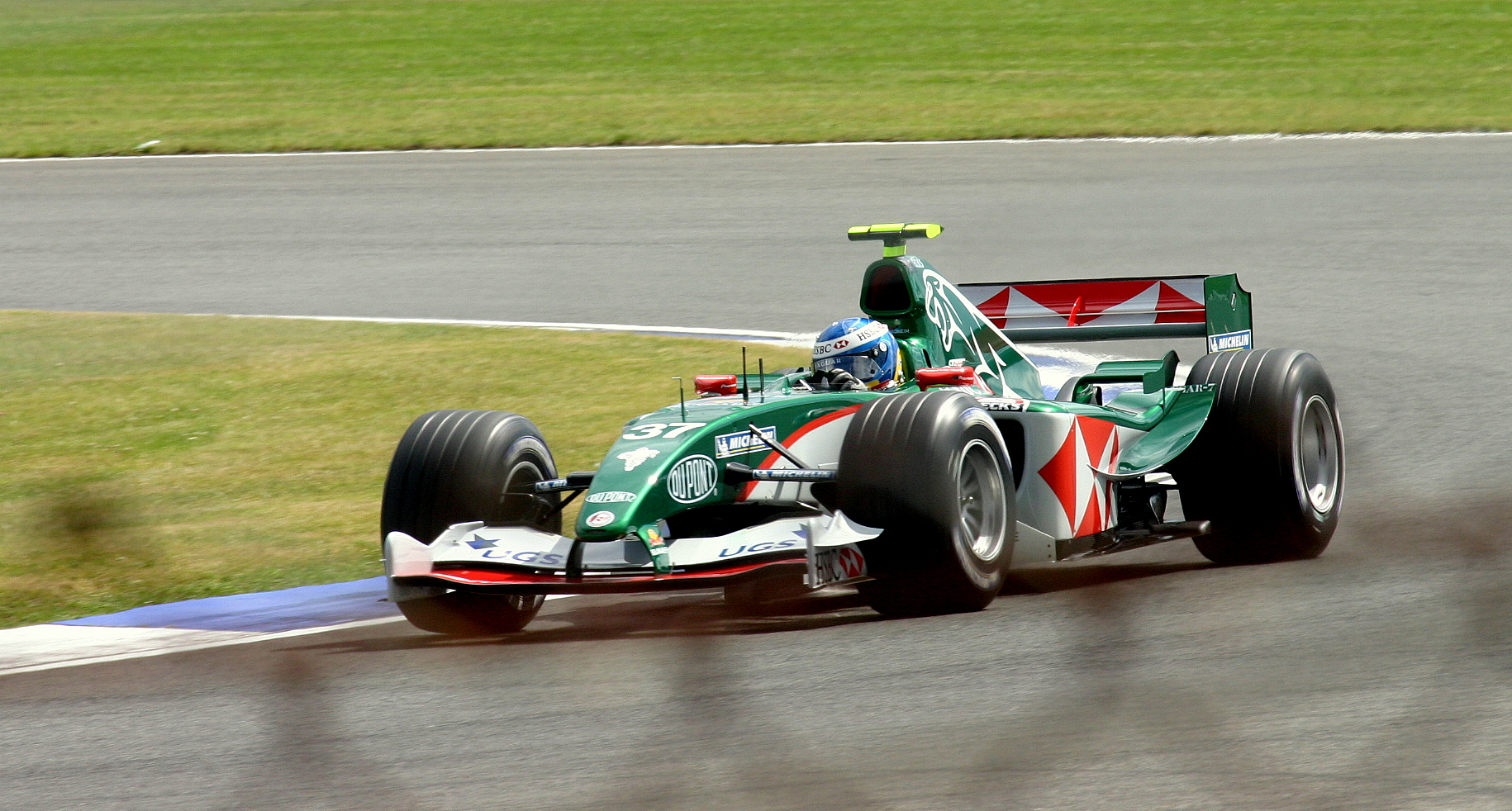
Björn Wirdheim sobre el Jaguar R5 en 2004.

* Fue inscrito como tercer piloto, pero no corrió debido al mal tiempo.

### Champ Car World Series
(Clave) (negrita indica pole position) (cursiva indica vuelta rápida)

| Año     | Equipo     | 1      | 2     | 3      | 4     | 5      | 6      | 7      | 8     | 9      | 10     | 11    | 12  | 13  | Pos. | Puntos |
| ------- | ---------- | ------ | ----- | ------ | ----- | ------ | ------ | ------ | ----- | ------ | ------ | ----- | --- | --- | ---- | ------ |
| 2005    | HVM Racing | LBH 12 | MTY 8 | MIL 15 | POR 9 | CLE 15 | TOR 15 | EDM 15 | SJO 8 | DEN 11 | MTL 13 | LVG 6 | SRF | MXC | 14.º | 115    |
| Fuente: |            |        |       |        |       |        |        |        |       |        |        |       |     |     |      |        |

### Fórmula Nippon
(Clave) (negrita indica pole position) (cursiva indica vuelta rápida)

| Año      | Equipo           | 1     | 2      | 3      | 4       | 5     | 6     | 7       | 8      | 9     | Pos. | Puntos |
| -------- | ---------------- | ----- | ------ | ------ | ------- | ----- | ----- | ------- | ------ | ----- | ---- | ------ |
| 2006     | Dandelion Racing | FUJ 4 | SUZ 2  | MOT 4  | SUZ Ret | AUT 6 | FUJ 6 | SUG 6   | MOT 11 | SUZ 9 | 6.º  | 13.5   |
| 2007     | Dandelion Racing | FUJ 4 | SUZ 13 | MOT 11 | OKA 11  | SUZ 2 | FUJ 8 | SUG Ret | MOT 7  | SUZ 8 | 9.º  | 17     |
| Fuentes: |                  |       |        |        |         |       |       |         |        |       |      |        |

### Super GT Japonés

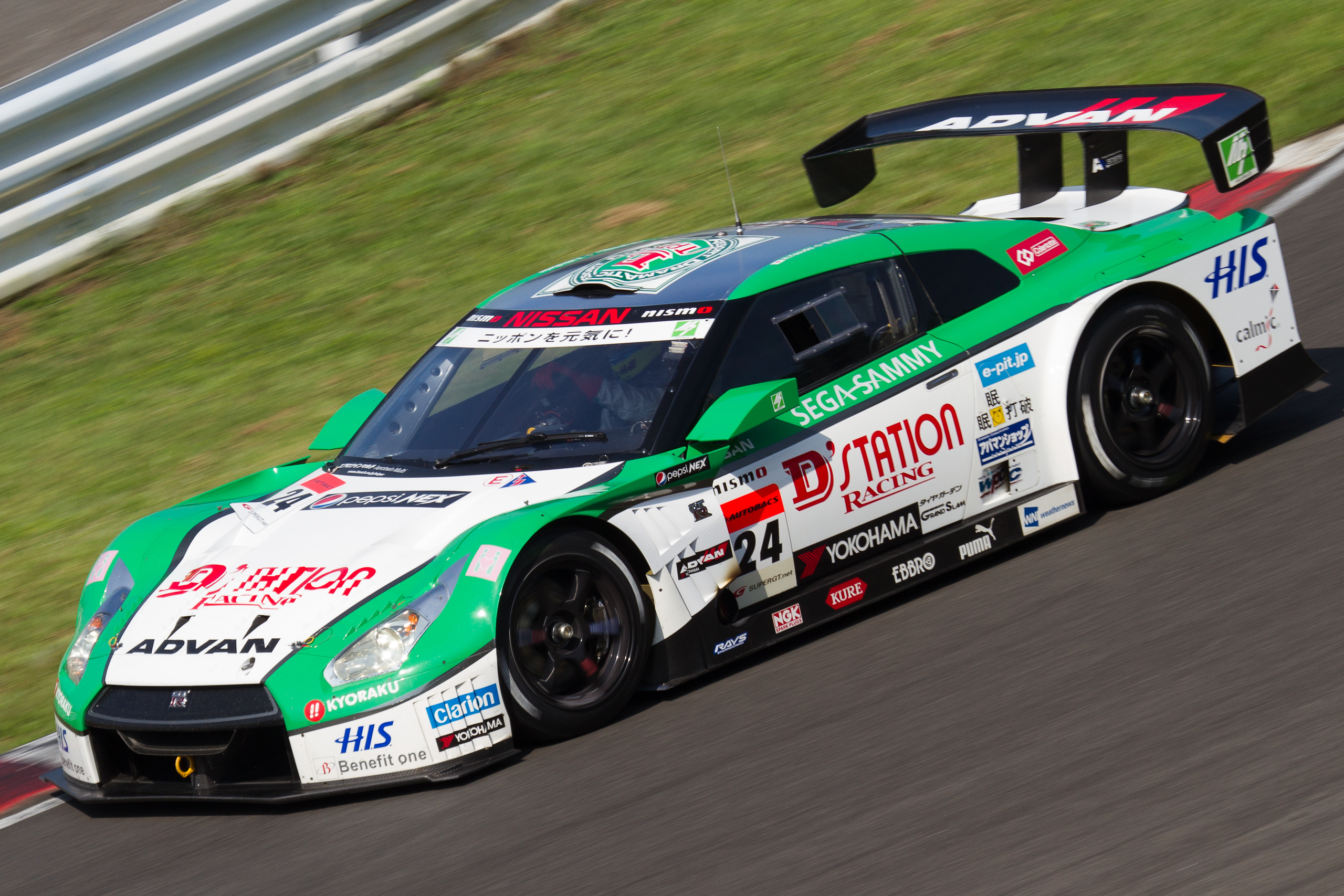
Björn Wirdheim en Super GT Japonés 2012.

(Clave) (negrita indica pole position) (cursiva indica vuelta rápida)

| Año      | Equipo       | Automóvil                 | Clase | 1      | 2       | 3       | 4       | 5       | 6       | 7       | 8      | 9      | Pos. | Puntos |
| -------- | ------------ | ------------------------- | ----- | ------ | ------- | ------- | ------- | ------- | ------- | ------- | ------ | ------ | ---- | ------ |
| 2006     | Team LeMans  | Lexus SC430               | GT500 | SUZ    | OKA     | FUJ     | SEP     | SUG     | SUZ Ret | MOT     | AUT    | FUJ    | 23.º | 11     |
| 2007     | Team LeMans  | Lexus SC430               | GT500 | SUZ 4  | OKA 14  | FUJ 3   | SEP 9   | SUG DNS | SUZ 9   | MOT 3   | AUT 8  | FUJ 16 | 9.º  | 38     |
| 2008     | Team LeMans  | Lexus SC430               | GT500 | SUZ 9  | OKA 13  | FUJ 6   | SEP 8   | SUG 7   | SUZ 6   | MOT 4   | AUT 14 | FUJ 3  | 13.º | 39     |
| 2009     | Team LeMans  | Lexus SC430               | GT500 | OKA 10 | SUZ 4   | FUJ 6   | SEP 14  | SUG 5   | SUZ Ret | FUJ 5   | AUT 10 | MOT 4  | 12.º | 35     |
| 2010     | Team LeMans  | Lexus SC430               | GT500 | SUZ 2  | OKA 5   | FUJ 3   | SEP 4   | SUG 3   | SUZ 11  | FUJ C   | MOT 12 |        | 4.º  | 51     |
| 2011     | Kondo Racing | Nissan GT-R               | GT500 | OKA 9  | FUJ 7   | SEP 4   | SUG 4   | SUZ 10  | FUJ 11  | AUT 5   | MOT 12 |        | 10.º | 29     |
| 2012     | Kondo Racing | Nissan GT-R               | GT500 | OKA 11 | FUJ 14  | SEP Ret | SUG 10  | SUZ 3   | FUJ 13  | AUT 4   | MOT 11 |        | 15.º | 22     |
| 2013     | Gainer       | Mercedes-Benz SLS AMG GT3 | GT300 | OKA 1  | FUJ 6   | SEP 3   | SUG 13  | SUZ 6   | FUJ 7   | FUJ 2   | AUT 4  | MOT 1  | 2.º  | 80     |
| 2014     | Gainer       | Mercedes-Benz SLS AMG GT3 | GT300 | OKA 3  | FUJ 2   | AUT 3   | SUG Ret | FUJ 2   | SUZ 10  | BUR 8   | MOT 1  |        | 2.º  | 78     |
| 2015     | Gainer       | Mercedes-Benz SLS AMG GT3 | GT300 | OKA 12 | FUJ 3   | CHA 4   | FUJ 3   | SUZ 11  | SUG 3   | AUT Ret | MOT 3  |        | 5.º  | 52     |
| 2016     | Gainer       | Mercedes-AMG GT           | GT300 | OKA 4  | FUJ Ret | SUG 4   | FUJ 7   | SUZ Ret | CHA 9   | MOT 4   | MOT 10 |        | 9.º  | 32     |
| 2017     | Gainer       | Mercedes-AMG GT3          | GT300 | OKA 18 | FUJ 2   | AUT 22  | SUG 1   | FUJ 17  | SUZ 9   | CHA 8   | MOT 7  |        | 6.º  | 45     |
| Fuentes: |              |                           |       |        |         |         |         |         |         |         |        |        |      |        |

### Campeonato Mundial de Resistencia de la FIA
(Clave) (negrita indica pole position) (cursiva indica vuelta rápida)

| Año  | Escudería          | Clase | Automóvil          | 1   | 2   | 3   | 4   | 5   | 6   | 7   | 8   | Pos. | Puntos | Ref.   |
| ---- | ------------------ | ----- | ------------------ | --- | --- | --- | --- | --- | --- | --- | --- | ---- | ------ | ------ |
| 2013 | Greaves Motorsport | LMP2  | Zytek Z11SN-Nissan | SIL | SPA | LMS | SÃO | COA | FUJ | SHA | BHR | 8.º  | 37     | [ 11 ] |
| 2013 | Greaves Motorsport | LMP2  | Zytek Z11SN-Nissan |     |     |     | 4   |     |     | 5   | 3   | 8.º  | 37     | [ 11 ] |

### European Le Mans Series
(Clave) (negrita indica pole position) (cursiva indica vuelta rápida)

| Año      | Equipo             | Clase | Automóvil    | Motor                  | 1     | 2     | 3     | 4     | 5     | 6   | Pos. | Puntos |
| -------- | ------------------ | ----- | ------------ | ---------------------- | ----- | ----- | ----- | ----- | ----- | --- | ---- | ------ |
| 2015     | Greaves Motorsport | LMP2  | Gibson 015S  | Nissan VK45DE 4.5 L V8 | SIL 1 | IMO 4 | RBR 4 | LEC 1 | EST 2 |     | 1.º  | 93     |
| 2016     | Krohn Racing       | LMP2  | Ligier JS P2 | Nissan VK45DE 4.5 L V8 | SIL 4 | IMO 6 | RBR   | LEC   | SPA   | EST | 16.º | 20     |
| Fuentes: |                    |       |              |                        |       |       |       |       |       |     |      |        |

### Campeonato Escandinavo de Turismos
(Clave) (negrita indica pole position) (cursiva indica vuelta rápida)

| Año     | Equipo            | Automóvil | 1     | 2     | 3       | 4       | 5       | 6       | 7       | 8         | 9       | 10      | 11      | 12        | 13      | 14      | Pos. | Puntos |
| ------- | ----------------- | --------- | ----- | ----- | ------- | ------- | ------- | ------- | ------- | --------- | ------- | ------- | ------- | --------- | ------- | ------- | ---- | ------ |
| 2016    | Flash Engineering | Saab 9-3  | SKÖ 1 | SKÖ 2 | MAN 1 2 | MAN 2 4 | AND 1 5 | AND 2 4 | FAL 1 4 | FAL 2 Ret | KAR 1 5 | KAR 2 1 | SOL 1 2 | SOL 2 Ret | KNU 1 4 | KNU 2 3 | 4.º  | 220    |
| Fuente: |                   |           |       |       |         |         |         |         |         |           |         |         |         |           |         |         |      |        |